# Стобийска епархия
 Тази статия е за историческата и православните титулярни епископии.  За римокатолическата титулярна епископия вижте Стобийска епархия (Римокатолическа църква).  
Стобийската епархия (на гръцки: Επισκοπή Στοβέων, Στοβών; на македонска литературна норма: Стобиска епархија) е историческа православна епархия, с център македонския град Стоби, съществувала от IV до VI век. Епархията е титулярна епископия на Българската православна църква и Македонската православна църква – Охридска архиепископия в Северна Македония.

## История
Първият известен епископ в Стоби – град, разположен при устието на река Черна във Вардар, е Вудий (Будий), участник в I Вселенски събор в 325 година. От IV век са и голямата епископска базилика, както и епископската резиденция в града, проучени при археологически разкопки през XX – XXI век, които свидетелстват, че градът е един от основните центрове на християнството в областта. В началото на V век при епископ Филип базиликата е преустроена. Тъй като Стоби е главен град на провинция Македония Секунда, изследователите в Република Македония, смятат, че епархията е била митрополия. Според Мишел льо Киен обаче Стобийската епископия е подчинена на Солунската митрополия. Вероятно епископията е подчинена на учредената от Юстиниан I на 14 април 535 г. архиепископия Първа Юстиниана. На Шестия Вселенски събор през 680 – 681 г. присъства стобийският епископ Йоан. След разрушаването на Стоби в VI век титулярни стобийски епископи на Вселенската патриаршия се споменават до края на VII век като участници в християнските събори.
В XIX век Стобийски е титлата на викарния епископ на Кюстендилската митрополия, резидиращ в Щип, тъй като Щип погрешно е отъждествяван с някогашния епископски град Стоби. В първите години на съществуването на Българската екзархия, в 1875 година йеромонах Синесий Рилски е ръкоположен като Стовийски епископ и става викарий на престарелия митрополит Иларион Кюстендилски. От 1931 година титлата Стобийски се дава редовно на български епископи, секретари на Синода в София или викарии на различни митрополии.
На 17 юни 2007 година за стобийски епископ на каноничната Православна охридска архиепископия в Република Македония е ръкоположен Давид, който е управляващ Струмишката епархия на архиепископията.

## Епископи
Епископи на Вселенската патриаршия (Στοβέων, Στοβών)
| Име      | Име        | Управление                                                 |
| -------- | ---------- | ---------------------------------------------------------- |
| Вудий    | Βούδιος    | споменат в 325 г. като участник в I Вселенски събор        |
| Евстатий | Ευστάθιος  | втората половина на IV век                                 |
| Филип    | Φίλιππος   | споменат в началото на V век                               |
| Николай  | Νικόλαος   | споменат в 451 г. като участник в IV Вселенски събор       |
| Фока     | Φωκάς      | споменат в 553 г. като участник в V Вселенски събор        |
| Йоан     | Ιωάννης    | споменат в 680 – 681 г. като участник в VI Вселенски събор |
| Маргарит | Μαργαρίτης | споменат в 692                                             |

Титулярни епископи на Вселенската патриаршия
| Име      | Име       | Управление  |
| -------- | --------- | ----------- |
| Партений | Παρθένιος | 1858 – 1860 |

Титулярни епископи на Българската екзархия и Българската патриаршия (Стовийски, Стобийски)
| Име                   | Управление                          |
| --------------------- | ----------------------------------- |
| Синесий (Димитров)    | 21 септември 1875 – 5 декември 1884 |
| Борис (Разумов)       | 14 декември 1930 – 17 март 1935     |
| Кирил (Константинов)  | 12 юли 1936 – 29 май 1938           |
| Никодим (Пиперов)     | 29 януари 1939 – 6 юли 1947         |
| Пимен (Енев)          | 21 декември 1947 – 4 януари 1953    |
| Варлаам (Пешев)       | 1 януари 1954 – 9 март 1969         |
| Арсений (Чакандраков) | 30 март 1969 – 8 февруари 1987      |
| Кирил (Ковачев)       | 26 юни 1988 – 26 февруари 1989      |
| Наум (Димитров)       | 17 март 2007 – 23 март 2014         |

Титулярни епископи на Алтернативния синод на Българската патриаршия
| Име              | Управление                       |
| ---------------- | -------------------------------- |
| Гавриил (Галев)  | 27 август 1992 – 1 октомври 1998 |
| Даниил (Стойков) | 28 септември 1999 – 2004         |

Титулярни епископи на Македонската православна църква (Стобиски)
| Име              | Управление              |
| ---------------- | ----------------------- |
| Яков (Милчевски) | февруари 2019 – настоящ |

Титулярни епископи на Православната охридска архиепископия (Стобиски)
| Име           | Управление                |
| ------------- | ------------------------- |
| Давид (Нинов) | 17 юни 2007 – 20 юни 2023 |